# Macronemurus appendiculatus
Macronemurus appendiculatus är en insektsart som först beskrevs av Pierre André Latreille 1807.  Macronemurus appendiculatus ingår i släktet Macronemurus och familjen myrlejonsländor. Inga underarter finns listade i Catalogue of Life.

## Bildgalleri

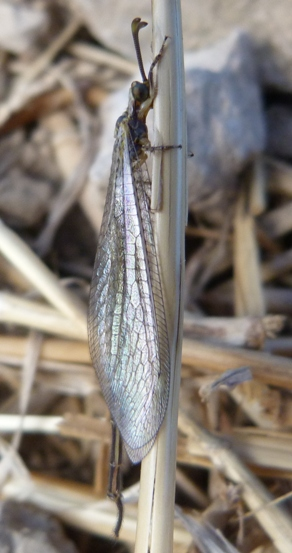
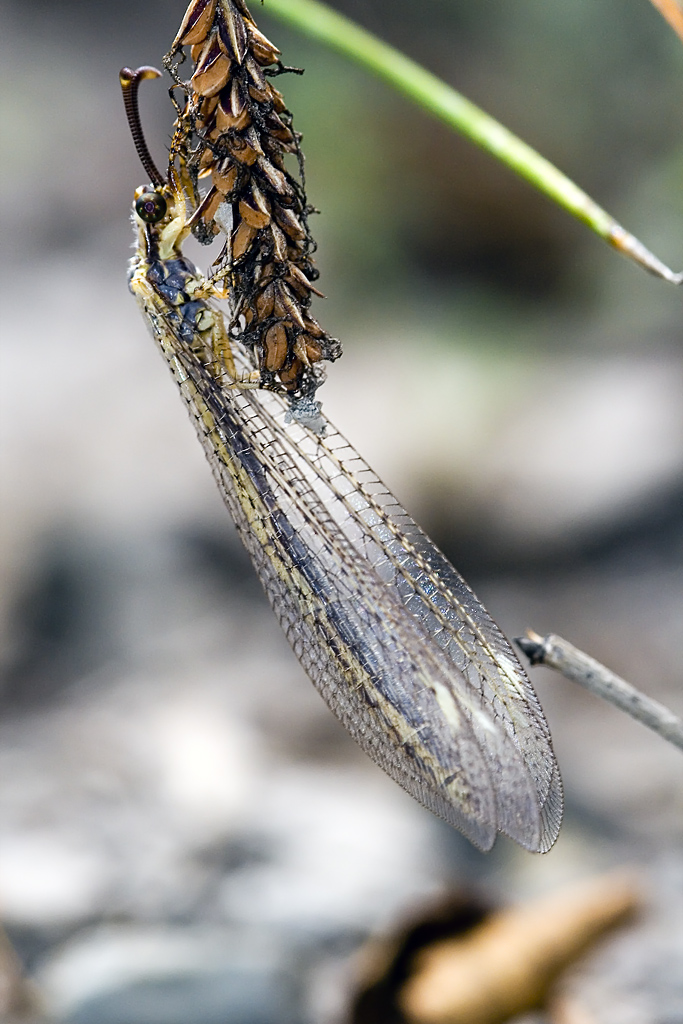
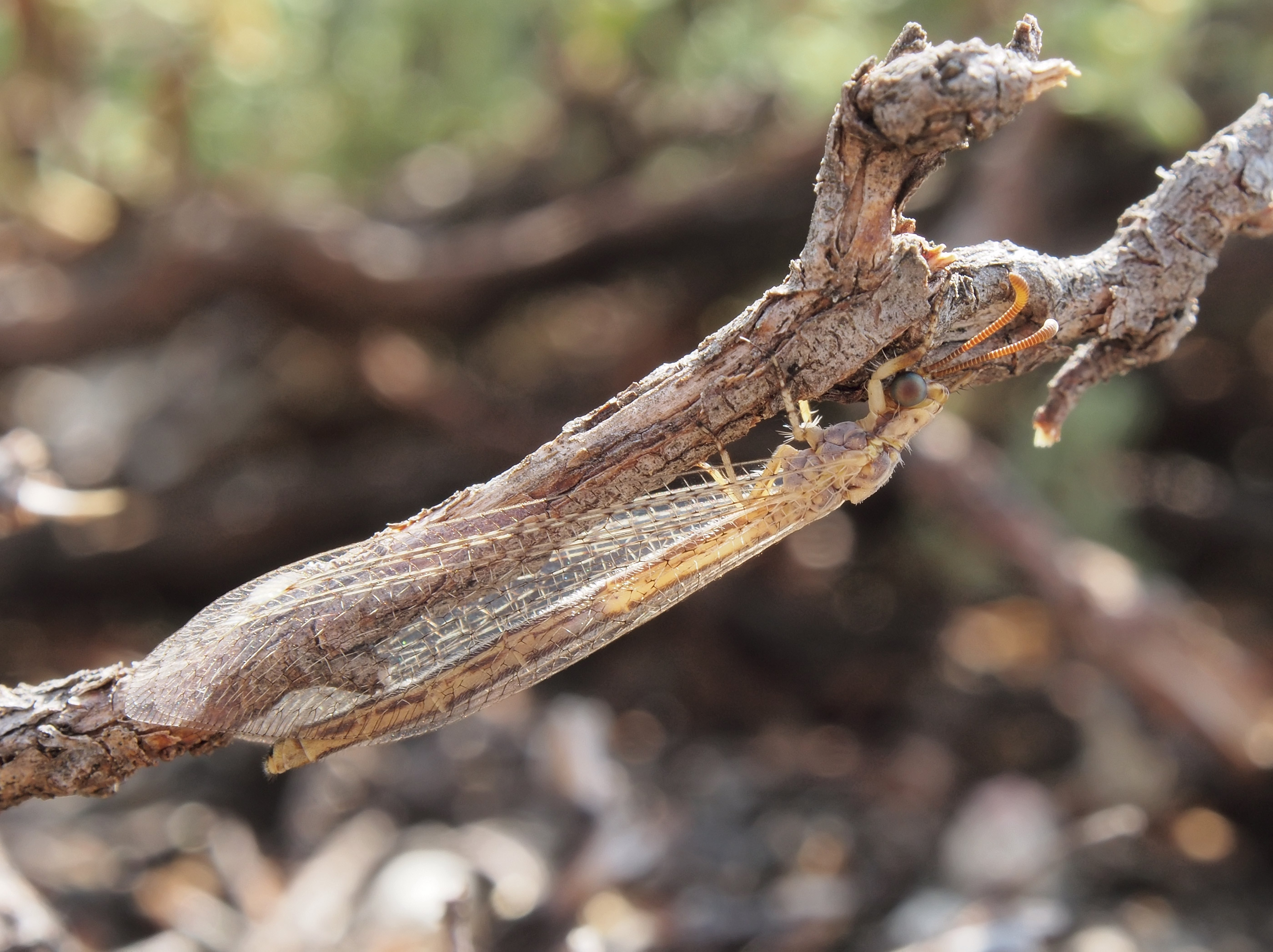
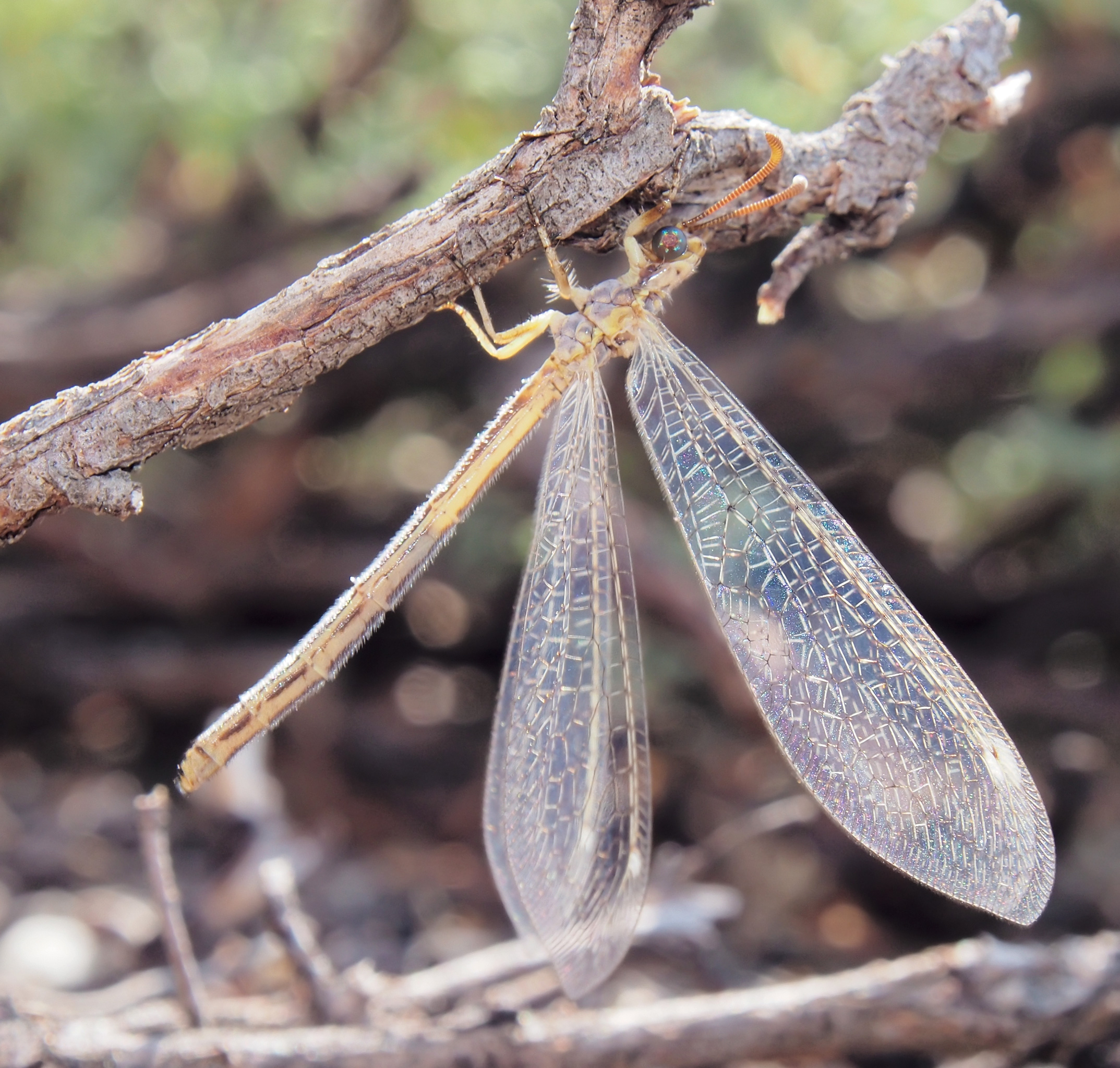